# Don Toliver
Caleb Zackery Toliver (Houston, Texas; 12 de junio de 1994), conocido por su nombre artístico Don Toliver, es un rapero estadounidense. Lanzó su primer mixtape en un sello importante, Donny Womack, en agosto de 2018. Es conocido por sus sencillos “No idea” y “After Party”, de su álbum de estudio debut, “Heaven or Hell”, que ganó popularidad en la app de video “TikTok”, así como en agosto de 2018 caracterizó en compañía del rapero y jefe discográfico Travis Scott en la canción “Can’t Say” del tercer álbum de estudio “Astroworld”.
En agosto de 2020, apareció junto a Nav y Gunna en la canción “Lemonade”, de Internet Money.

## Primeros años
Toliver nació y creció en Houston, Texas. Su padre fue rapero durante el movimiento Swishahouse a principios de la década del 2000, y solía tocar música a su alrededor mientras crecía.

## Discografía
Álbumes de estudio
- 2020: Heaven or Hell
- 2021: Life of a Don
- 2023: Love Sick
- 2024: Hardstone Psycho

Mixtapes
- 2017: Playa Familia (con YungJosh93)
- 2018: Donny Womack